# Семья Ульяновых (фильм)
«Семья Ульяновых» — советский художественный фильм, снятый в 1957 году режиссёром Валентином Невзоровым по пьесе Ивана Попова «Семья».

## Сюжет
В Симбирске в одном из небольших домов проживает семья Ульяновых. По вечерам все собираются в гостиной. Мать Мария Александровна играет на рояле, её старшие сыновья — Александр и Володя — играют в шахматы, самые маленькие — Маняша и Митя — рисуют. Старший сын Александр готовится к экзаменам в Петербургский университет, а Володя учится в гимназии. Оба брата спорят о путях борьбы за освобождение народа от самодержавного рабства. Лучшие друзья Володи — простые люди. Идя наперекор гимназическому начальству, он берётся подготовить к поступлению в университет чуваша Огородникова. Володя жадно читает сообщения о студенческих демонстрациях в Петербурге и знает, что его брат Александр и сестра Анна принимают участие в революционном движении. Вскоре до Симбирска приходит страшная весть: Александр и Анна были арестованы. Первый обвиняется в покушении на царя. Мария Александровна едет в Петербург. Жандармы обещают ей смягчить приговор, если она «сумеет добиться от сына имён сообщников», но она отвергает это предложение, и в итоге Александра казнили. Преклоняясь светлой памятью старшего брата, Володя приходит к убеждению, что в борьбе с самодержавием нужно идти другим путём. Окончив гимназию, Владимир едет в Казань.

## В ролях
- Софья Гиацинтова — Мария Александровна Ульянова
- Владимир Коровин — Владимир Ульянов
- Феликс Яворский — Александр Ульянов
- Любовь Соколова — Анна Ульянова
- Нина Крачковская — Ольга Ульянова
- Борис Бурляев — Митя Ульянов
- Ира Калягина — Маняша Ульянова
- Кузьмина Елена Александровна — Кашкадамова Вера Васильевна
- Иван Кузнецов – Егор